# Анучино (Приморский край)

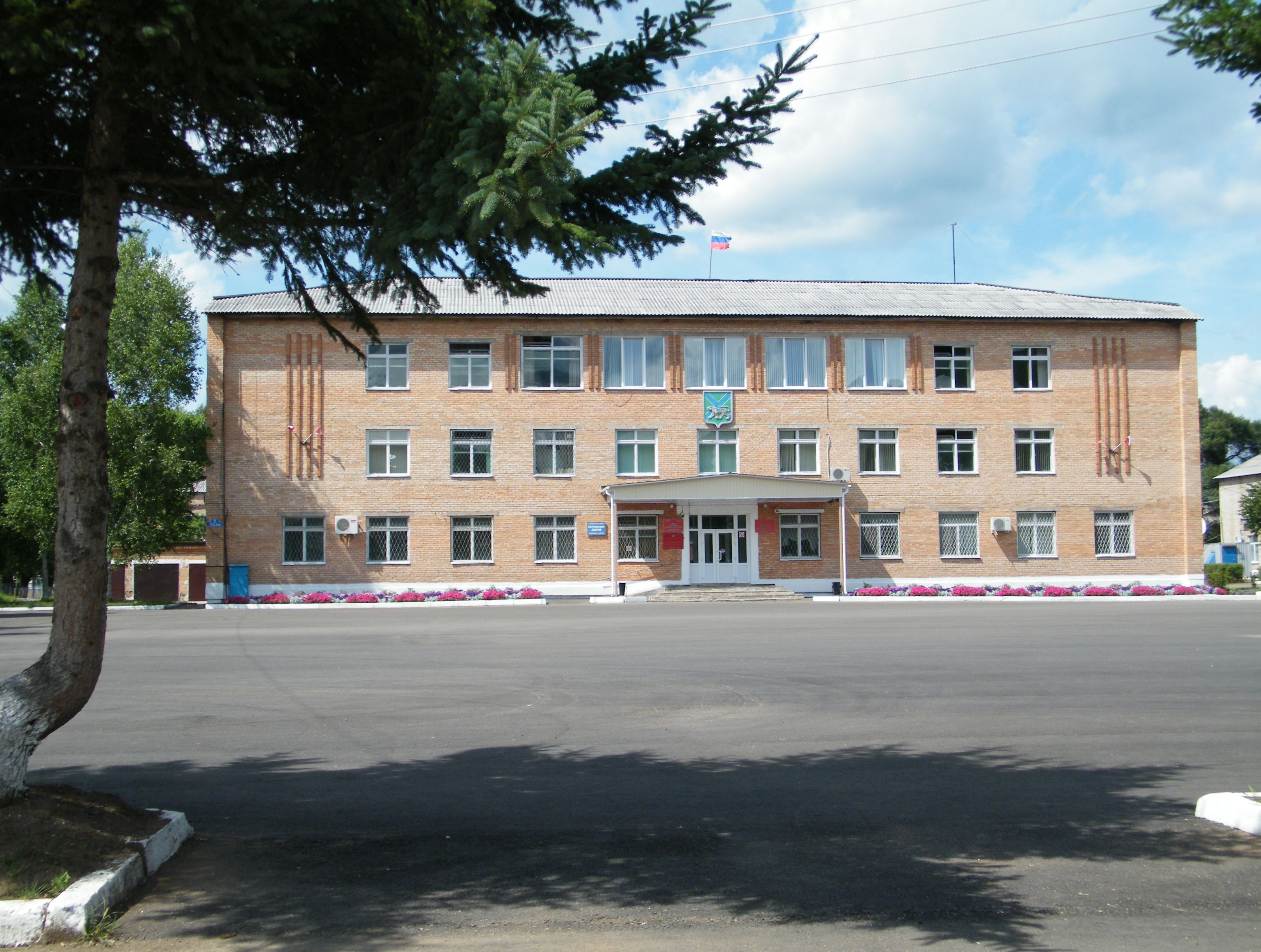
Администрация Анучинского района

Село Анучино, памятник погибшим в Великой Отечественной войне односельчанам

Родник «Тигриная морда» — достопримечательность села Анучино, место свадебных прогулок

Ану́чино — село в центре Приморского края, административный центр Анучинского района. Расположено в отрогах Сихотэ-Алиня, на левом берегу реки Арсеньевки (до 1972 года имевшей название Даубихе), недалеко от слияния с рекой Муравейкой. Через село проходит трасса Осиновка — Рудная Пристань. Расстояние до Владивостока по автодороге — 207 км, до ближайшего города — Арсеньева — 28 км.

В районе Анучино проходит вал — стена «Чакири-мудун». На первой научной карте как лист «Уссури», вошедшей в состав всемирно известного атласа Канси, изображена стена, протянувшаяся от Покровки через Уссурийск по верховьям рек Илистой, Шкотовки, Арсеньевки, Партизанской и далее на восток. Идёт она по вершинам и возвышенностям гор и сопок от крепости до крепости. По воспоминаниям Николая Пржевальского этим артефактом занимался учёный П. И. Кафаров. В письме из Уссурийска от 23 августа 1870 года он отметил: «Телеграфист С. Г. Яковлев (по моей просьбе проводил обследование) сообщил мне, что, сделав экскурсию в верховья Лефу, он напал на след насыпи Чакири-Мудунь и проследил её на расстоянии 5 верст». Об этом вале также упоминал В.К. Арсеньев в книге «В горах Сихотэ-Алиня».
Урочище Анучино — это одно из мест бывшего поселения (городища) чжурчжэней. Центром расселения чжурчжэньских племен было среднее течение реки Сунгари и её притоки. Они занимали огромную территорию, включая в себя горную систему Чайнбайншаня, южные отроги Сихотэ-Алиня, земли по берегам реки Уссури в Приморье. (История золотой империи. Новосибирск. Российская Академия Наук. Сибирское отделение. 1998 г. Перевод Г. М. Розова). Чжурчжэни жили большими разрозненными группами, в которых насчитывалось 72 племени. Основными их занятиями были земледелие и скотоводство. В зимнее время добывали в тайге пушного зверя, летом собирали плоды и ягоды, выискивали корень жизни женьшень. В начале 12 века один из вождей Шилу положил начало объединению чжурчжэней. В состав одной группы входил род Ваньянь, который стал лидирующим, организаторским в борьбе против киданей (кочевые монгольские племена). В 1113 году старейшина Ваньянь Агуда одержал первую победу над киданями, что позволило ему объявить о создании «Анчунь Гурунь» — Цзиньской (Золотой) империи (1115—1234 годы). В короткий срок чжурчжэни создали яркую и самобытную культуру, собственную письменность, торговлю, развитую экономику и промышленное производство. Первыми на Дальнем Востоке начали отливку серебряных монет, ввели в оборот денежные ассигнации. Но, подчинив себе огромные территории и народы, власть императора и элита чжурчжэней, оказалась, в конечном счете, не способной контролировать границы государства. Начались восстания киданей, предательство военачальников (стр. 245)3, с 1211 года участились набеги монголов через границу и образование мелких мини-государств — вассалов монголов. Тем не менее, чжурчжэньское государство, несомненно, продолжало бы существовать и дальше, если бы его не постиг такой сокрушительный удар извне, каким явилось монгольское нашествие (стр.246)3. К 1233 году государство чжурчжэней было разгромлено. Территория на многие годы и столетия была покинута. Суженное место слияния рек Эльдагоу и Тудагоу — образующих реку Даубихе (с удэгейского — место, где было много сражений, стр.268 — 287)3, в совокупности с крутыми скалистыми сопками, представляли естественную преграду на единственном пути из верхней столицы чжурчжэней Сюйпин (Уссурийск) (стр.260)3 в пойму реки Елани (Уссури). «Анчунь» — Анучино, это одно и то же образное (золотое) географическое название поселений (городище чжурчжэней на Анучинской сопке, что высится слева при въезде в райцентр и ручей Золотой, сбегающий к дороге (родник «Тигриная морда»)). Река Даубихе — это родина Дерсу Узала и его сородичей (орочи, удэгейцы и другие коренные обитатели Приморья)4 — потомков чжурчжэней.
В. К. Арсеньев в книге «В дебрях Уссурийского края» в экспедиции в 1907 году описывает историю своего проводника Дерсу Узала:
…он перешёл в урочище Анучино, и здесь жил у знакомого старика гольда. Видя, что я долго не являюсь, он занялся охотой и убил пантача-оленя.

Между прочим, в Анучине его обокрали. Там он познакомился с каким-то промышленником и по своей наивной простоте рассказал ему о том, что соболевал зимою на реке Баку и выгодно продал соболей. Промышленник предложил ему зайти в кабак и выпить вина. Дерсу охотно согласился. Почувствовав в голове хмель, гольд отдал своему новому приятелю на хранение все деньги. На другой день, когда Дерсу проснулся, промышленник исчез. Дерсу никак не мог этого понять. Люди его племени всегда отдавали друг другу на хранение меха и деньги, и никогда ничего не пропадало.
Все это, конечно, легенда составленная нашими историками по летописям монголов, китайцев, японцев и дополненная местной привязкой к конкретному району. Вот, что писал Михаил Степанович Деменок в книге «Тайфун над Арсеньевкой» — «Горный распадок — призрак. Распадок, который есть, и которого нет: поскольку, ступив на эти склоны с пышной сказочной растительностью, он завораживает, заколдовывает, уводит куда-то, а спохватившись, ты обнаруживаешь, что находишься в совершенно другом урочище…».
По другим источникам, при выборе места в плане безопасности и удаленности от границы с Китаем, эту местность выбрали как перспективную и стратегическую для войск. В урочище Анучино перемещен и расквартирован 2-й Восточно-Сибирский стрелковый батальон (по официальным данным был сформирован с 7 мая 1880 года) и который участвует непосредственно в строительстве тракта из села Никольского (Уссурийска) до урочища. 10 сентября 1880 года на месте будущего поселка было начато строительство казарм, домиков для офицеров и других строений. Подтверждением тому служит «Расписание сухопутных войск, исправленное по 25 декабря 1883 года», где говорится, что 2-й Восточно-Сибирский стрелковый батальон под командованием подполковника В. Н. Флоренского (в должности с 08.05.1880 — 06.01.1887 г.г.) квартирует в урочище Анучино «временно близ телеграфной станции Верхне-Романовой». И только в 1883 году проведено межевание и им впервые были выделены земли для строительства гарнизона и 40 десятин земли под постройки и в пользование штабных чинов Верхне-Романовской телеграфной станции землемером Переселенческого управления Шамшевым.
Урочище Анучино названо по фамилии Дмитрия Гавриловича Анучина (1833—1900), генерал-губернатора Восточной Сибири и командующего войсками Восточно-Сибирского округа (1879—1885). В 1882 году Д. Г. Анучин добился разрешения правительства на перевозку переселенцев морским путем. Рейсы осуществлялись на судах Добровольного флота по маршруту Одесса-Владивосток через Суэцкий канал. Он курировал размещение переселенцев на территориях, а также воинских частей по дислокации и их снабжение. Что касается прапорщика Дмитрия Анучина — это образ примирительного советского соответствия. Он не нашёл подтверждения в документах. Скорее всего, это одно и то же лицо с Дмитрием Гавриловичем Анучиным. Справедливо сказать, что после подписания очередного договора Пекинского (02 ноября 1860 г.), по которому совместное управление территорией с Китаем упразднялось, и край отошел к России. Впервые это географическое место в Приморье, появилось, как телеграфная станция «ТС Верхне-Романова» (отмечено, на карте Южно-Уссурийского края, изданной в 1866 году в городе Иркутске чинами генерального штаба). Телеграфная станция была названа в честь инженера-подполковника Дмитрия Ивановича Романова — руководителя работ по прокладке телеграфа (1862—1866) из Николаевска-на-Амуре до Посьета1.
Из истории заселения Анучинского района (Российский Государственный исторический архив Дальнего Востока в проекте «Малая Родина» предоставляет документы и материалы по данной теме).
До 1913 года местные земли принадлежали военному ведомству. 31 октября 1913 года жители урочища Анучино подали прошение военному губернатору Приморской области об образовании посёлка, согласно протоколу межведомственного совещания, об отводе земли, вновь образуемому поселку Анучино от 17.10.1913 года.
Два года чиновники занимались вопросами наделения урочища Анучино землёй, организацией границ поселка, надела землёй Анучинской почтово-телеграфной конторы, церковно-приходской школы, отвода земли церкви, сенокосных и выгонных земель. 7 июля 1915 года жители урочища Анучино отправили телеграмму генерал-губернатору об ускорении образования села.
15 декабря 1915 года подготовлена справка канцелярией Приамурского генерал-губернаторства о ходе решения вопроса о введении общественного управления в урочище Анучино. На основании сведений и донесения заведующего переселенческим делом Б. Н. Клепинина Приамурскому генерал-губернатору от 06 февраля 1916 года, в Анучино Никольск-Уссурийского уезда Ивановской волости введено сельское управление.
15 мая 1868 год — Телеграфная станция Верхнее-Романова, находилась в буквальном смысле в центре событий, и чудом избежала участи сел Шкотово и Никольское, которые были сожжены отрядами «манз».
1870 год — Корейцы в долину Даубихэ начали переселяться из района села Рязановки и Посьет с 1869/1870 года, только за 1871 год было переселено дополнительно ещё 1600 человек, а в урочище Анучино появилась корейская деревня Верхне-Романовская (Фуругельмовка)2. Корейцы расселялись от слияния рек урочища Анучино и вверх по пойме реки Муравейки. (Карта заселения Уссурийского края, на основании данных по 1 января 1899 года).
1883—1884 годы — Период прокладки тележного пути в 86 верст от Михайловки (станция Дубининская) в долину Даубихэ до урочища Анучино нижними чинами 2- го Восточно-Сибирского стрелкового батальона и 1 сотни Амурского конного полка Амурского казачьего войска в качестве охранения строительства дороги.
10 сентября 1888 года--- Телеграмма из Петербурга, полученная на хабаровском телеграфе, указала руководителю изысканий, начальнику экспедиции Александру Ивановичу Урсати, о фактическом прекращении работ над альтернативным маршрутом прокладки Уссурийской железной дороги через территорию урочища Анучино.
1894 год — Построена Покровская церковь (Покрова Пресвятой Богородицы).
В 1895 год---- В урочище Анучино было большое наводнение: вода валом бурлила по долине — от сопок до сопок. Тогда на маленькой лодочке гольд Дерсу Узала спас заведующего почтово — телеграфной конторой, несколько солдаток и много ещё пострадавших. Для Дерсу Узала тайга — это дом, в котором живут «люди», все окружающее он очеловечивал. По словам старожила, бывалого таёжного следопыта Василия Петровича Рады, Дерсу был душевным человеком. Тесть Прохор Каменный иногда с ним на кабанов ходил и частенько бывал в его хижине в гостях. На том месте холмик камней остался… (ООО «Редакционно-издательский комплекс „Бизнес-Арс“» № 38 стр.33 от 20-26 сентября 2007 года).
1897 год — В Анучино солдат 2 — го Восточно-Сибирского стрелкового батальона заменили двумя сотнями казаков с артиллерией.
1897 год — Первая Всеобщая перепись населения Российской империи (Анучино, урочище — мужчин 1164, женщин 68).
1902 год — Первая встреча с будущим своим проводником Дерсу Узала. «Стреляй не надо, моя люди!»… — послышался из темноты голос. Так описывает встречу В. К. Арсеньев. С 1899 года по 1930 года На Дальнем Востоке работал известный исследователь, путешественник — натуралист и писатель Владимир Клавдиевич Арсеньев. Во время одной военно — разведывательной экспедиции в 1902 г., в месте слияния рек Левая Лефу (Илистая) и Лефу (Илистая), он встретил гольда Дерсу Узала, который сыграл огромную роль в последующей деятельности писателя. (По другим источникам, дневника В. К. Арсеньева, встреча состоялась в фанзе Лудева, на территории современного п. Кавалерово в августе 1906 года). Стоит отметить, в 1902—1903 г.г. В. К. Арсеньев будучи начальником охотничьей команды, имел уже возможность предпринимать и более отдаленные экскурсии. В этот период времени ему удалось пройти по Посьету и Шкотовскому району. Поднимаясь вверх по рекам Сучан (Партизанская), Майхэ (Артемовка) отряду удалось дважды перевалить водораздел гор Пржевальского, и выйти один раз на реку Улахе к деревне Каменке, второй — на реку Муравейка, Даубихе (Арсеньевка) в урочище Анучино и далее по Петропавловской дороге через ТС Мельникова, ТС Шкляева, ТС Сысоева — к почтово - телеграфной станции (ТС) Лазаревой. Если писатель В. К. Арсеньев в книге «В дебрях Уссурийского края» дает оценку встречи с Дерсу Узала в 1902 году, а дневник повествует о событиях, которые произошли в 1906 году, то возникает идея совсем другая. Учитывая, что В. А. Арсеньев был военным разведчиком, а это значит, что с Дерсу он встретился ранее 1906 года. И в отряд не всякий человек попадал, тем более какой-то путник из леса. Поэтому, выполнял Дерсу Узала куда более ответственную роль, чем роль следопыта.  Первую встречу В. К. Арсеньева и Дерсу стоит ещё поискать и тайна эта когда-нибудь откроется.
1908 год — В урочище Анучино открылось отделение переселенческого Управления. Оно занималось вопросами размещения новоселов по программе переселения П. А. Столыпина.
1918—1922 годы — Анучино один из центров партизанского движения гражданской войны.
23 марта 1935 года — День создания Анучинского района, в который вошли семь сельсоветов.
1932 год — Создан Верхне — Даубихинский леспромхоз. В 1973 году реорганизован в Анучинский леспромхоз (директор И. И. Слизкоа). ООО «Анучинский леспромхоз» — организация ликвидирована 19 декабря 2006 года.
1936 год — Было открыто Анучинское почтовое отделение, радиоузел.
С сентября 1937 года началась депортация корейцев, на основании постановления Совнаркома и ЦК ВКП (б) № 1428—326 «О выселении корейского населения из пограничных районов Дальневосточного края», которое подписал Сталин и Молотов. Вся корейская община (200 т. чел.), занимавшая на Дальнем Востоке территорию целого района, с 55 сельсоветами, была отправлена в степи Казахстана и Узбекистана на спецпоселение.
В годы Великой Отечественной войны (1941—1945) более 1500 анучинцев ушли на фронт, не вернулись 500 человек.
1947 год — Организован Анучинский лесхоз в составе 5 лесничеств.
В 50 годах построена мелиоративная система по производству риса совхоза «Даубихинский» (Жемчужный).
1961 год — Создан совхоз «Женьшень» с центром в селе Староварваровка, совхоз «Корниловский» на базе колхозов сел Новогордеевка, Таежка. Корниловка, Шекляево, Берестовец с центром в селе Новогордеевка.
В апреле 1965 года — на территории района образовался пчеловодческий совхоз «Анучинский».
1965 год — Учитель истории Анучинской средней школы, ветеран Великой Отечественной войны Александр Игнатьевич Андросенко, обкапывая с юннатами плодовые деревья на пришкольном участке, извлек из земли пергаментный пакет. В нём оказались: паспорт потомственного дворянина М. С. Бачманова и схематический план — карта земельных, сенокосных, лесных наделов, а также военных лагерей, крепостей, древних городищ, разбросанных по всей Анучинской земле. Перечень стоянок древних людей: — Анучинская сопка, Рудановская сопка, склон скалистой сопки близ села Ауровки, Орловская крепость, Круглая сопка и Шекляевское городище и др. Это эхо далекого прошлого государства Бохай, а ближе к нам государства чжурчжэней. План-карта Бачманова находится в Краевом музее города Владивосток. В своих сведениях В. К. Арсеньев отмечал кто первый обратил на памятники старины, кто активно занимался изучением Южно-Уссурийского края — это Петр Иванович Кафаров (в монашестве архимандрит Палладий, 1817—1878 г.г.), выдающийся китаист, знаток китайской рукописи. По мнению члена Амурского географического общества Федора Буссе, отец Палладий имел на руках неизвестное нам сочинение карт, в котором подробно описан край, что наш учёный наперед знал, где может найти тот или другой остаток древности. Лично В. К. Арсеньев изучил, обследовал и описал 228 памятников древней старины, но опубликовать их как отцу Палладию, так и Арсеньеву не удалось. Большинство памятников старины сохранилось до наших дней. Например: городище Шекляевское расположено в 1,5 км от села Шекляево на высоком горном кряже левого берега реки Арсеньевки. Впервые об этом городище сообщил Ф. Ф. Буссе. В 1965 году оно было осмотрено. Группу археологов по лесному массиву к городищу сопровождал учитель Шекляевской восьмилетней школы, ветеран Великой Отечественной войны Василий Алексеевич Тарасов, который знал эти места с детства. В 1970 году было снято это городище на план Э. В. Шевкуновым.
1972 год — Построена новая кирпичная школа в Анучино, в 1990 году — дом культуры.
1974-1975 годы --- Город Арсеньев и его окрестности становятся одной  большой съемочной площадкой на полных девять месяцев. Японский режиссер Акира Куросава  по книгам В. К. Арсеньева снимает фильм "Дерсу Узала". Первые кадры фильма были сняты 28 мая 1974 года в окрестностях села Новогордеевка - снималась первая встреча капитана Арсеньева и таежного человека Дерсу Узала.
Осенью 1983 года — В анучинской тайге побывал известный всему миру писатель — романист Николай Павлович Задорнов с киносъемочной группой центрального Московского телевидения, снимавшей по его сценарию фильм «Тропою Арсеньева» (до этого, снятые фильмы; «Капитан Невельской», «Амур-батюшка», «Гонконг»).
1993 год — Сдан в эксплуатацию ОСЛ «ЮНОСТЬ», сейчас база отдыха ООО «Альфей».

## Население
| 1897  | 1915  | 1926  | 1939  | 1959  | 1970  | 1979  |
| ----- | ----- | ----- | ----- | ----- | ----- | ----- |
| 1232  | ↘342  | ↗559  | ↗2653 | ↘2615 | ↗3338 | ↗4260 |
| 1989  | 2001  | 2002  | 2010  | 2021  |       |       |
| ↗5364 | ↗5452 | ↘4772 | ↘4462 | ↘4239 |       |       |

## Климат
Климат резко континентальный, умеренный. Температура зимы примерно −17,7 °C, лета — около +19,5 °C. Самый холодный месяц — январь (−19,1 °C), самый тёплый — июль или август (+21-22 °C). Относительная влажность воздуха — 68,9 %. Средняя скорость ветра — 2,0 м/с.
| Показатель                        | Янв.  | Фев.  | Март | Апр. | Май  | Июнь | Июль | Авг. | Сен. | Окт. | Нояб. | Дек.  | Год |
| --------------------------------- | ----- | ----- | ---- | ---- | ---- | ---- | ---- | ---- | ---- | ---- | ----- | ----- | --- |
| Средний суточный максимум, °C     | −11   | −6    | 2    | 13   | 20   | 24   | 27   | 27   | 21   | 13   | 2     | −8    | 11  |
| Средняя температура, °C           | −18,4 | −13,6 | −4   | 6,6  | 12,7 | 17,2 | 21,1 | 21,6 | 14,4 | 6,2  | −4,9  | −14,7 | 3,9 |
| Средний суточный минимум, °C      | −27   | −23   | −13  | −2   | 4    | 11   | 16   | 15   | 7    | −2   | −12   | −23   | −4  |
| Источник: World Climate Sunmap.eu |       |       |      |      |      |      |      |      |      |      |       |       |     |

| Показатель                    | Янв.  | Фев.  | Март  | Апр. | Май  | Июнь | Июль | Авг. | Сен. | Окт. | Нояб. | Дек.  | Год  |
| ----------------------------- | ----- | ----- | ----- | ---- | ---- | ---- | ---- | ---- | ---- | ---- | ----- | ----- | ---- |
| Средний суточный максимум, °C | −10,5 | −5,3  | −2,2  | 12,9 | 20,8 | 24,6 | 27,5 | 26,4 | 21,7 | 14,2 | 1,4   | −8,8  | 10,6 |
| Средняя температура, °C       | −17,2 | −12,8 | −4,4  | 6,3  | 13,8 | 18,6 | 22,4 | 21,4 | 15,3 | 7,5  | −4,3  | −15,4 | 4,3  |
| Средний суточный минимум, °C  | −24,9 | −21,2 | −11,1 | −0,5 | 6,6  | 12,4 | 17,2 | 16,5 | 8,9  | 0,2  | −9,7  | −22,2 | −2,3 |
| Источник: pogodaonline.ru     |       |       |       |      |      |      |      |      |      |      |       |       |      |